# Memphis Rockers
Los Memphis Rockers fueron un equipo de baloncesto estadounidense con sede en Memphis, Tennessee, que compitieron dos temporadas en la World Basketball League. Disputaban sus partidos como local en el Mid-South Coliseum, pabellón con capacidad para 10.085 espectadores.

## Historia
El equipo se creó en Memphis, en 1990, siendo cinco empresarios afroamericanos los que se hicieron con el 20% de las acciones del equipo, otro 20% fue posesión de un empresario local de la industria del algodón, y el 60% restante de la World Basketball League.
Para su primera temporada, ficharon a dos estrellas locales, el base Andre Turner y el alero Vincent Askew, procedentes ambos de Memphis State. A pesar de ello, acabaron en la quinta posición de la temporada regular, con 27 victorias y 19 derrotas, pero lograron clasificarse para los playoffs, en los que alcanzaron las semifinales, en las que fueron eliminados por los Youngstown Pride, a la postre campeones.
Al año siguiente acabaron en la tercera posición de la División Sur, siendo eliminados en primera ronda de los playoffs por los Florida Jades.

## Temporadas
| Temporada | Liga | Denominación    | G  | P  | %    | Puesto | Play-off    |
| --------- | ---- | --------------- | -- | -- | ---- | ------ | ----------- |
| 1990      | WBL  | Memphis Rockers | 27 | 19 | 58,7 | 5.º    | Semifinales |
| 1991      | WBL  | Memphis Rockers | 29 | 22 | 56,9 | 3.º    | 1.ª ronda   |

## Jugadores destacados
- Vincent Askew
- John Starks
- David Rivers
- Daren Queenan
- Andre Turner
- Milt Wagner